# コクシジオイデス症
コクシジオイデス症(英: coccidioidomycosis)とはCoccidioides immitisあるいはC. posadasiiを原因とする真菌症。渓谷熱(valley fever)、San Joaquin Valley fever、California valley fever、desert feverとも呼ばれる。C. immitisはアメリカ合衆国南西部、メキシコ北部、アメリカ大陸中央および南部の土壌に生息する。C. immitisは乾燥時には休眠状態で過ごし、雨が降ると長い菌糸を持つカビの姿に発育し、この菌糸が分断して空中性の胞子となる。

## 画像

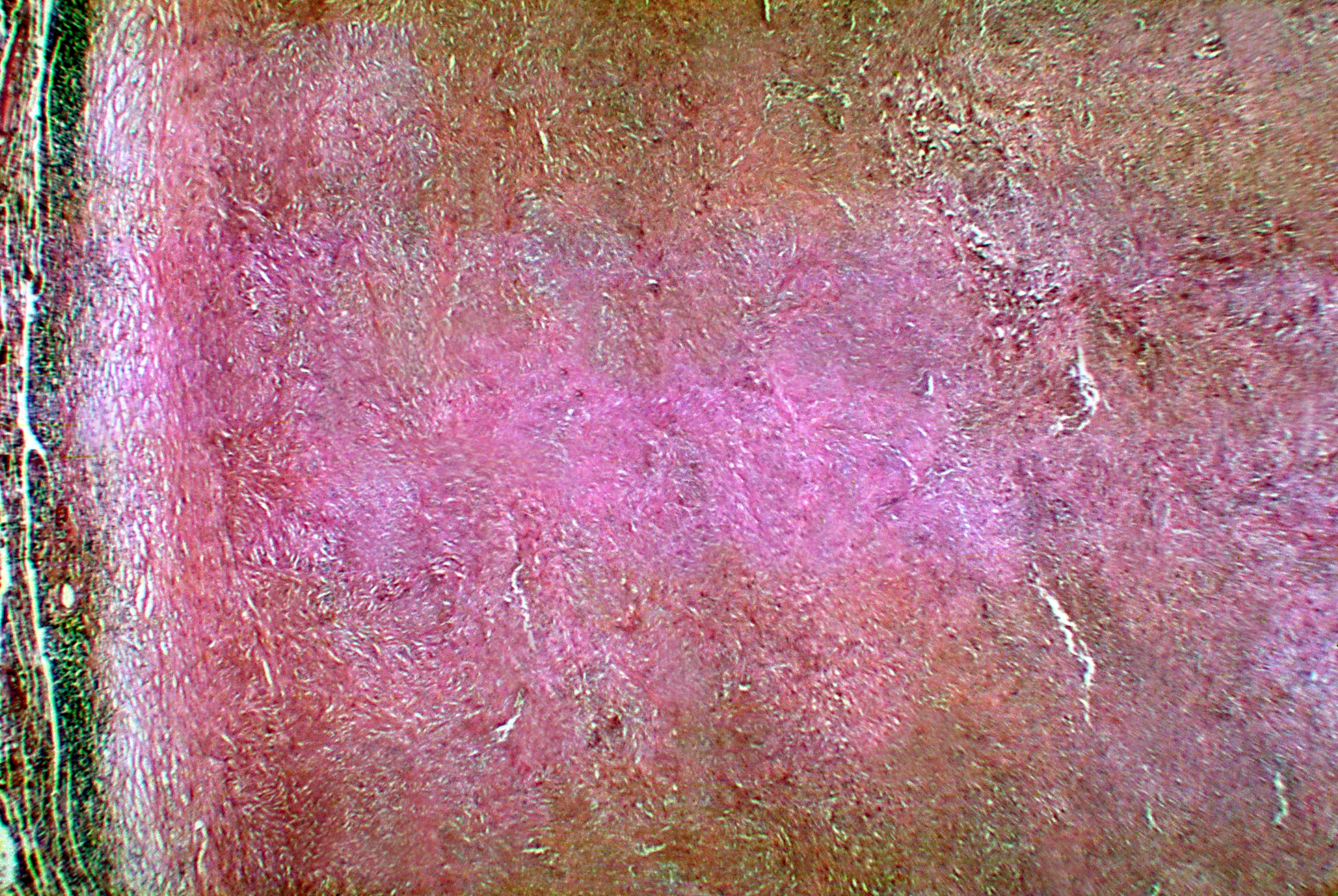
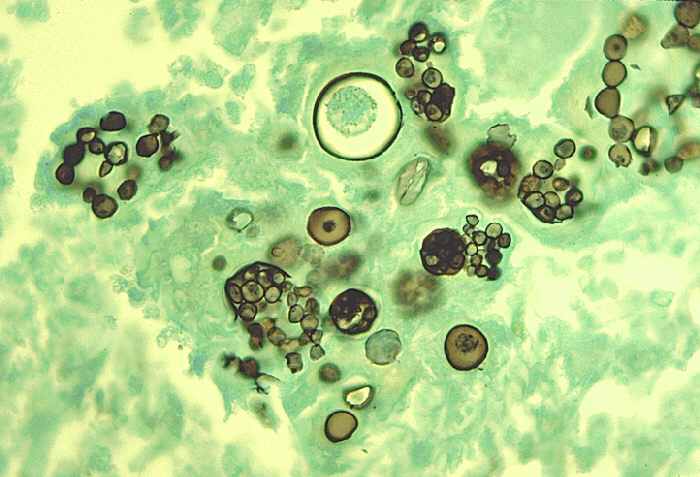
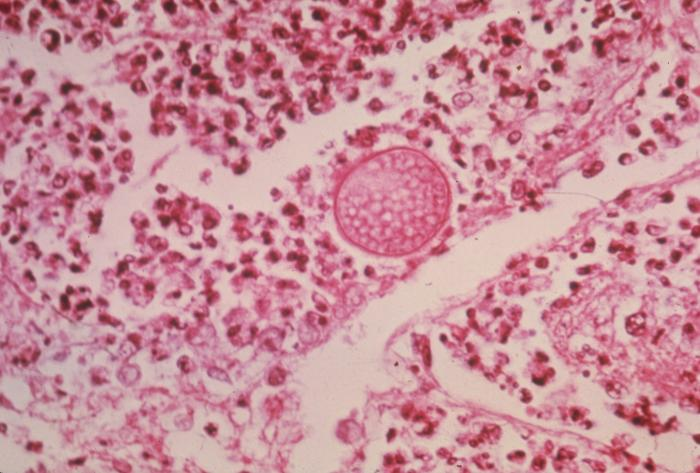